# Laticoleus longicornis
Laticoleus longicornis là một loài tò vò trong họ Ichneumonidae.